# Гагаріна Тетяна Олексіївна
Гагаріна Тетяна Олексіївна (нар. 23 липня 1941, Старий Крим — пом. 6 вересня 1991, Ленінград) — радянська скульпторка та поетеса.

## Життєпис
Тетяна Гагаріна народилася в родині педагогів Наталії Стамової та Олексія Гагаріна. Внучка відомого у Феодосійському повіті Гаврила Дмитровича Стамова (1885—1923).
У 1958 році вступила до Сімферопольського художнього училища, педагоги і однокурсники відзначали її життєлюбність і допитливість. Під час навчання багато читала, особливо поезію, від Брюсова до японських хайку і танка («коротка пісня»), від Верлена до Тагора.

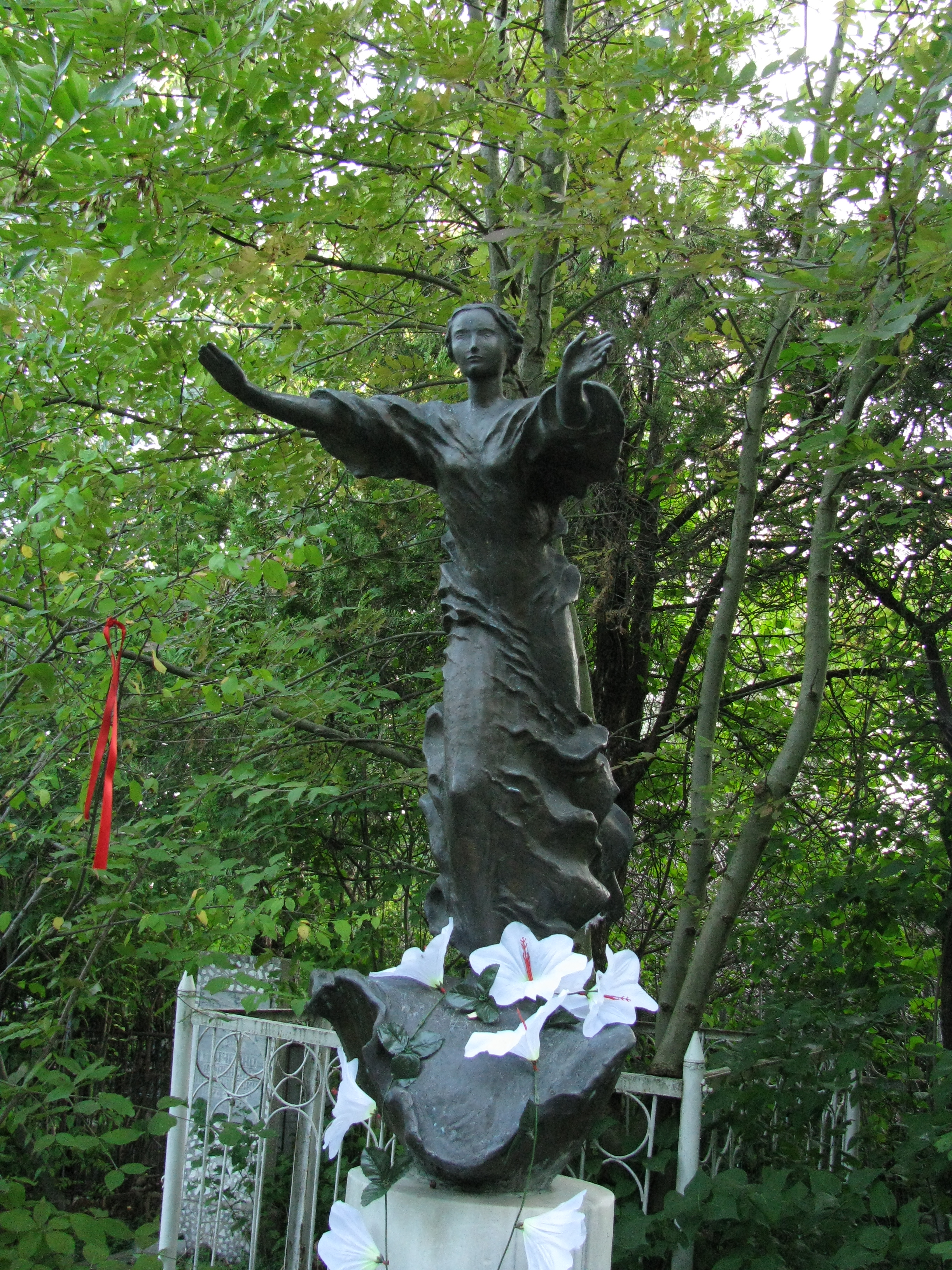
Могила О. С. Гріна у Старому Криму

Трагічно загинула в Ленінграді — збита автомобілем при їзді на велосипеді. Похована на коктебельському кладовищі.
Матеріали, присвячені життю і творчості Тетяни Гагаріної, представлені в Літературно-художньому музеї на її батьківщині — місті Старий Крим.

## Творчість
У 1962 році втупила до Академії мистецтв (Ленінград), нині — Всеросійська Академія Мистецтв. Її дипломна робота була присвячена пам'яті Олександра Гріна. Цій темі вона залишалася вірною і згодом. Їй належить пам'ятник на могилі О. С. Гріна в Старому Криму, встановлений в 1980 році. У тому ж році перед фасадом Будинку-музею О. С. Гріна у Старому Криму було встановлено бюст письменника її роботи.
Член Спілки художників. Працювала як скульптор в різних жанрах — від монументальних композицій до керамічної біжутерії, брала участь у художніх виставках Ленінграда і Москви. На персональній виставці робіт у Спілці художників СРСР було представлено понад 300 робіт — далеко не все з її спадщини.
Під час щорічних походів пройшла вздовж і поперек трикутник Коктебель — Феодосія — Старий Крим.
Авторка віршів, присвячених рідній для неї природі Коктебеля. Багато її віршів були не опубліковані за життя автора.

## Літературні твори
- Тетяна Гагаріна. Моя Земля. Вірші. — Коктебель, 1995. — 42 с, 4 л. мал.